# Gingerbread (Buffy the Vampire Slayer)
Gingerbread es el decimoprimer episodio de la tercera temporada de Buffy the Vampire Slayer.

## Argumento
Buffy está de patrulla cuando es interrumpida por su madre, que quiere entender su misión, verla trabajar. Un vampiro entra en escena, Buffy lo sigue y Joyce descubre el cuerpo de dos niños muertos, un niño y una niña, con un símbolo que fue inscrito en la palma de sus manos. 
Docenas de padres llegan al ayuntamiento, incluyendo a Sheila Rosenberg, madre de Willow. El alcalde habla a la multitud y Joyce propone tomar medidas, declarando el final del silencio que envuelve Sunnydale. Esa noche, Willow, Amy y Michael se reúnen para investigar la magia. En el suelo aparece el mismo símbolo que llevaban los niños.
A la mañana siguiente en el Instituto, un grupo de estudiantes tiene a Michael contra su taquilla: creen que las brujas son las responsables de las muertes de los niños. Amy trata de detenerlos pero es Buffy quien logra que retrocedan. Las brujas parecen ser las primeras sospechosas y Buffy encuentra el símbolo en un cuaderno de Willow. Bajo la supervisión del director Snyder, la policía revisa las taquillas en busca de cualquier material relacionado con la brujería. También confiscan los libros de la biblioteca bajo las peticiones del grupo encabezado por Joyce.
Willow le confiesa a Buffy que el símbolo era para un hechizo de protección que quería regalarle para su cumpleaños. Joyce discute con su hija sobre la efectividad de su trabajo como Cazadora. Los niños muertos se le aparecen y le piden que haga pagar a sus asesinos. La madre de Willow la castiga sin salir y Ángel se encuentra con Buffy en el lugar donde aparecieron los niños asesinados. Al parecer nadie sabe nada acerca de ellos, incluyendo su nombre o de dónde provienen.
Oz envía un mensaje a Willow para que pueda investigar por Internet. Al parecer los cuerpos muertos de los niños han sido descubiertos una y otra vez cada 15 años desde 1649. Un artículo los identifica como Hans y Gretel Strauss: muchos cuentos están basados en sucesos sobrenaturales, y estos niños se relacionan con el cuento de Hansel y Gretel. Michael entra a la biblioteca y les dice que ha sido atacado por su propia familia y se han llevado a Amy. Xander y Oz van a casa de Willow y Giles y Buffy a casa de las Summers a advertir a todos.
Más tarde Buffy, Willow y Amy son atadas a estacas en el ayuntamiento: quieren quemarlas por el asesinato de los niños y por brujería. Amy escapa convirtiéndose en rata y Giles y Cordelia irrumpen en la habitación tras forzar la cerradura. Mientras Cordelia apaga el fuego con un extintor, Giles hace un hechizo para que la gente pueda ver la verdadera forma de los niños: un demonio enorme, que trata de asesinar a Buffy y Willow, pero La Cazadora rompe su estaca y lo atraviesa con ella. Willow intenta que Amy pueda volver a ser humana, pero necesita más práctica.

## Reparto

### Personajes principales
- Sarah Michelle Gellar como Buffy Summers.
- Nicholas Brendon como Xander Harris.
- Alyson Hannigan como Willow Rosenberg.
- Charisma Carpenter como Cordelia Chase.
- David Boreanaz como Angelus.
- Seth Green como Oz.
- Anthony Stewart Head como Rupert Giles.

### Apariciones especiales
- Kristine Sutherland como Joyce Summers.
- Elizabeth Anne Allen como Amy Madison.
- Harry Groener como Alcalde Richard Wilkins.
- Jordan Baker como Sheila Rosenberg.
- Armin Shimerman como Director R. Snyder

### Personajes secundarios
- Lindsay Taylor como Niña.
- Shawn Pyfrom como Niño.
- Blake Swendson como Michael.
- Grant Garrison como Roy.
- Roger Morrissey como Demonio.
- Daniel Tamm como Mooster.

## Continuity
- Esta es la primera y única aparición de la madre de Willow, Sheila Rosenberg.
- Angel y Buffy tienen una conversación filosófica en la que debaten por qué pelean, enfrentando a males que nunca paran de surgir. Este tema será tratado con más profundidad en Angel.
- Amy Madison se convierte en rata para escapar de la quema; Willow restaura por un breve instante su forma en el episodio "Something Blue," pero Amy no recuperará su humanidad hasta dos años después, en el episodio "Smashed.", de la sexta temporada.
- Cordelia ayuda a Buffy y Willow evitando que ardan en la hoguera, marcando el comienzo de su reconciliación con el grupo, que continuará, con sus altibajos, hasta el final de la temporada.
- Joyce y Giles siguen avergonzándose ante la presencia del otro desde su "comportamiento adolescente" en "Band Candy", como queda demostrado tras su discusión en la reunión de MOO.
- El hecho de que Giles sepa forzar una cerradura da otra pista sobre su  juventud, tal como Cordelia le hace notar.
- Cuando Cordelia encuentra a Giles inconsciente en la casa de Buffy y lo despierta, le dice que uno de estos días va a despertarse en coma, declaración que encuentra su eco durante la Temporada 5 de Angel, en el capítulo. "You're Welcome."